# طرخشقون جاف الورق
طرخشقون جاف الورق (باللاتينية: Taraxacum xerophilum) هو نوع نباتي يتبع جنس الطرخشقون من القبيلة الشيكورية.